# جانيت واتسون
جانيت فيدا واتسون (بالإنجليزية: Janet Watson)‏ (1923-1985) هي عالمة جيولوجيا بريطانية، كانت زميلة بالجمعية الملكية (FRS)، وعضوًا في جمعية لندن للجيولوجيا (FGS). عملت كأستاذة في الجيولوجيا في الكلية الإمبراطورية في لندن، واكتسبت شهرتها بفضل إسهاماتها في تفسير ظاهرة المجمع اللويسي (بالإنجليزية Lewisian Complex، وهو عبارة عن مجموعة من الأحجار المتحولة تعود إلى عصر ما قبل الكامبري عُثر عليها في شمال غرب اسكتلندا)، إلى جانب تأليفها عدة كتب. وفي عام 1982، اُنتخبت لتكون رئيسة جمعية لندن للجيولوجيا، وهي أول امرأة تشغل هذا المنصب.

## حياتها الشخصية
وُلدت جانيت في 1 سبتمبر 1923 في هامبستاد، لندن. وكان والدها، ديفيد واتسون، عالمًا في مجال الفقاريات القديمة، وأستاذًا في علم الحيوان والتشريح المقارن في جامعة لندن، إلى جانب كونه زميلًا للجمعية الملكية أيضًا. أما والدتها، كاثرين باركر، فقد كانت باحثة في علم الأجنة قبل زواجها. ونشأت جانيت مع أختها كاثرين ماري في جنوب هامبستاد وارتادت المدرسة المحلية. ثم التحقت بجامعة ريدنغ لدراسة العلوم. وبعدها تخرجت مع مرتبة الشرف العليا في علوم الأحياء والجيولوجيا عام 1943. تزوجت جانيت بجون سوتن عام 1949، ومعًا كونا شراكة مهنية استمرت طيلة حياتهما. وأنجبت منه بنتان، كلاهما مات بعد الولادة. توفت جانيت في 29 مارس 1985، بعمر 61 سنة.

## حياتها المهنية
وبعد تخرجها في عام 1943، بدأت جانيت حياتها العملية في معهد الأبحاث القومي لصناعة الألبان (NIRD). وتكفلت بمراقبة نمو الدجاج والإشراف على نظام التغذية. ولكنها تضجرت من تلك الوظيفة، وصارت بعدها معلمة الأحياء في مدرسة وينتورث في بورنموث، وذلك قبل أن ترتأي أن تكون عالمة جيولوجيا بعد نهاية الحرب العالمية الثانية. فقد قدمت طلب التحاق بالكلية الإمبراطورية عام 1945، ثم نالت درجة البكالريوس في الجيولوجيا مع مرتبة الشرف العليا من جديد عام 1947. وبعد تخرجها، جعلها رئيس قسم الجيولوجيا آنذاك، هيربيرت ريد، تلميذة عنده، وكلفها بدراسة صخور الميجماتايت المتواجدة في مقاطعة سثرلاند. وبعدها شرعت جانيت بالتعاون مع جون سوتن (والذي كان أيضًا من تلاميذ ريد) في دراسة المجمع اللويسي في شمال غرب اسكتلندا. ومن ثم أتم كلًا منهما رسالة الدكتوراه عام 1949، وتبع هذا الحدث حفل زفافهما وشهر عسل في جزر القنال الإنجليزية. ومن الواضح أن مكوث الزوجين في تلك الجزر حرض فضولهما على دراسة جيولوجيا المكان، حيث نشر كلاهما ورقة بحثية مشتركة عن جيولوجيا جزيرة سارك لاحقًا.
وبعد إتمام درجة الدكتوراه، انضم كلاهما إلى طاقم عمل الكلية الإمبراطورية. ونشرا أطروحاتهما في ورقة عام 1951، والتي كان لها تأثير عظيم على دراسة المجمعات الصخرية القاعدية من عصر ما قبل الكامبري. فقد أوضحا أنه من الممكن تفسير تلك التطورات التحولية والبنيوية عن طريق تقسيمها إلى سلسلة من الأحداث الأوروجينية المنفصلة، والتي يمكن ملاحظتها ميدانيًا في الموقع. وكانت أطروحتهم كالتالي: في البداية كان هذا المجمع عبارة عن تجمع صخري يعود إلى العصر السحيق، ومن ثم تحولت بفعل حدث أوروجيني يعود إلى حقبة الطلائع القديمة، حيث نرى تأثير هذا الحدث واضحًا على الجيوب النافذة المتكونة من صخور الدولريت، والتي تعرف بجيوب سكوري (نسبة إلى قرية تقع على ساحل شمال غرب اسكتلندا).
وبناء على ذلك شرع العلماء في الأعمال ميدانية، ودراسة التحولات الصخرية، واختبارات التأريخ الإشعاعي، وتمكنوا من توصيف تتابع الأحداث الجيولوجية بدقة، وأيدت نتائجهم افتراضات الأطروحة السابقة.
واستمر الزوجان في دراسة عدة ظواهر أخرى متعلقة بجيولوجيا اسكتلندا التابعة للعصر ما قبل الكامبري، مثل التجمعات الصخرية في حزام موان، ودالريادا، ولوخ توريدون، وجميعها يقع داخل اسكتلندا. ثم عُين جون سوتن رئيسًا لقسم الجيولوجيا في الكلية الإمبراطورية عام 1964، ومنذ ذلك الوقت شحت أوراقهما البحثية المشتركة. وألفت جانيت كتابًا دراسيًا تمهيديًا عام 1966 بعنوان «بداية الجيولوجيا» بالتعاون مع أستاذها السابق هيربيرت ريد، ثم تبعه كتاب «مقدمة إلى علم الجيولوجيا» وهو ينقسم إلى مجلدين، وكتاب «تاريخ الأرض» وهو بدوره ينقسم إلى جزئين: الأول بعنوان المراحل الأولية من تاريخ الأرض، والآخر بعنوان المراحل المتأخرة من تاريخ الأرض.
وفي عام 1975، عُينت جانيت أستاذة باحثة في علم الجيولوجيا، واستمرت في البحث في مسائل جيولوجيا العصر ما قبل الكامبري في اسكتلندا، إلى جانب أعمالها عن تكون خامات الفلزات والجيوكيمياء الإقليمية. ثم صارت رئيسة جمعية الجيولوجيا في الفترة من 1982 إلى 1984، وهي أول امرأة تشغل ذلك المنصب.

## الجوائز
- جائزة لايل – وقد تشاركتها مع جون سوتن عام 1954
- ميدالية بيجسبي – بالمشاركة مع جون سوتن عام 1965
- ميدالية لايل (1973)
- ميدالية كلو (1979)
- زمالة الجمعية الملكية – انتخبت عضوًا بها عام 1979، ثم صارت عضوة في المجلس، ثم نائبة رئيس الجمعية حتى وفاتها.

## تراثها
كانت جانيت من أعظم المساهمين في تقدم علم الأرض. وفي مايو 2009، سُميت قاعة المحاضرات في جمعية الجيولوجيا باسمها تقديرًا لأثرها العظيم على مجتمع علم الجيولوجيا. وقد قررت جمعية الجيولوجيا بداية من عام 2016 بعقد اجتماع سنوي تيمنًا بها. ويشدد هذا الاجتماع على توفير الفرص أمام علماء الجيولوجيا اليافعيين حتى يتسنى لهم تقديم ومناقشة أبحاثهم. ويُذكر عن جانيت أنها كانت دؤوبة على التساؤل عن المواضيع الأساسية المتعلقة بالتخصصات المختلفة في مجالها. ومدحها أحد تلاميذها، ريك سيبسون، قائلًا أنها كانت دائمًا ما تحرضهم على ابتكار طريقتهم الخاصة في التفكير.